# Pod Rudným vrchem
Pod Rudným vrchem je přírodní památka severozápadně od Jindřichova v okrese Šumperk v Olomouckém kraji. Předmětem ochrany je populace střevíčníku pantoflíčku. Byla vyhlášena 19. května 2012. Leží v nadmořské výšce 474 až 624 metrů.